# Capriccio (opera)
A Capriccio (Op.85, TrV 289) Richard Strauss egyfelvonásos operája, alcíme: „Beszélgetési darab zenéhez”. Az opera szövegkönyvét maga a szerző és Clemens Krauss írta. Ősbemutatójára 1942.október 28-án a Müncheni Nemzeti Színházban került sor. Magyarországon 2013.február 5-én a Művészetek palotájában adták elő Kocsis Zoltán vezényletével.
Strauss és Clemens Krauss írta a német librettót, de annak keletkezése Stefan Zweigtől származik az 1930-as években, és Joseph Gregor évekkel később továbbfejlesztette az ötletet. Strauss ezután vállalta, de végül Krausst vette fel munkatársának. A végső librettó nagy részét Krauss írta.
Az opera eredetileg egyetlen felvonásból állt, közel két és fél órán keresztül. Ez, párosulva a mű társalgási hangjával és a szöveg hangsúlyozásával, megakadályozta, hogy nagy népszerűségre tegyen szert.

## Szereplők
| Szerep                           | Hangnem   |
| -------------------------------- | --------- |
| A grófnő                         | szoprán   |
| Clairon, színésznő               | kontraalt |
| Flamand, zenész                  | tenor     |
| Olivier, költő                   | bariton   |
| A gróf, a grófnő testvére        | bariton   |
| La Roche, egy színház igazgatója | basszus   |
| Monsieur Taupe                   | tenor     |
| Olasz énekes                     | szoprán   |
| Olasz énekes                     | tenor     |
| A Major-Domo                     | basszus   |
| Zenészek és szolgálók            |           |

## Az opera cselekménye
Az opera témája így foglalható össze: "Melyik a nagyobb művészet, a költészet vagy a zene?" Ez volt a vita tárgya a díszlet idején, mint egy 1786-os Salieri-operában, a Prima la musica e poi le parole-ban (Először a zene, majd a szavak). Ezt a kérdést dramatizálja egy grófnő története, aki két udvarló között van: Olivier költő és Flamand zeneszerző között.
Helyszín: Egy Párizs melletti kastély
Idő: 1775 körül
Madeleine grófnő kastélyában Flamand újonnan komponált szextettjének próbája folyik. (Ezt a szextettet koncert formában, kamarazenei darabként játsszák, még mielőtt a függöny felemelkedik.) Olivier és Flamand a szavak és a zene egymáshoz viszonyított erejéről vitatkoznak. Meglehetősen dühös vitába bocsátkoznak, amelyet inkább félig kimondanak, mintsem meghatározható áriákban énekelnek. A színházi rendező, La Roche felébred a szunyókálásból, és mindkettőjüket emlékezteti, hogy impresszáriókra és színészekre van szükség ahhoz, hogy munkájukat életre keltsék. Olivier a grófnő másnapi születésnapjára írt egy új darabot, amit a La Roche rendez, a gróf és a híres színésznő, Clairon fellép. La Roche, Olivier és Flamand próbára indul.
A gróf, a grófnő bátyja ugratja nővérét két udvarlójával, Flamanddal és Olivierrel, és elmondja neki, hogy a zene iránti szeretete részben Flamand figyelmének köszönhető. Ő viszont elmondja testvérének, hogy a szavak szeretete összhangban van Clairon színésznő iránti vonzalmával. A grófnő bevallja, hogy nem tudja eldönteni, melyik udvarlóját részesíti előnyben. Clairon megérkezik, ő és a gróf felolvasnak egy jelenetet Olivier darabjából, ami egy szerelmi szonettben csúcsosodik ki. Elmennek, hogy csatlakozzanak La Roche-hoz a próbán.
Olivier elmondja a grófnőnek, hogy a szonettet jelenti neki. Flamand ezután megzenésíti a szonettet, Olivier pedig kinyilvánítja szerelmét a grófnő iránt. Flamand elénekli nekik új szerzeményét, csembalón kísérve magát. Olivier úgy érzi, Flamand tönkretette a versét, míg a grófnő a szavak és a zene varázslatos szintézisén csodálkozik. Olivier-t felkérik, hogy vágjon bele a darabjába, és elmegy a La Roche próbájára. Flamand kijelenti, hogy szereti a grófnőt, és megkérdezi tőle, melyiket szereti jobban, a költészetet vagy a zenét. Megkéri, hogy találkozzon vele a könyvtárban másnap délelőtt 11-kor, amikor meghozza döntését. Csokoládét rendel a szalonban. [Ekkor néhány rendező egy időre lehúzza a rolót.] A színészek és La Roche visszatérnek a próbájukról, és a gróf kijelenti, hogy Clairon megbabonázta. Madeleine elmeséli neki, hogy nem hajlandó választani két udvarlója közül, a testvérpár pedig ismét gyengéden ugratja egymást. Táncosként frissítőket szolgálnak fel, valamint két olasz énekes szórakoztatja a vendégeket. A gróf, grófnő, Flamand, Olivier, Clairon és La Roche a tánc, a zene és a költészet érdemeiről elmélkedik. A vita élénk, sőt agresszív. A gróf kijelenti: "az opera abszurd dolog".
La Roche leírja a grófnő tervezett kétrészes születésnapi mulatságát, a „Pallasz Athéné születését”, amelyet „Karthágó bukása” követ. A vendégek nevetve kigúnyolják extravagáns ötleteit, La Roche azonban egy monológban támadja e kortárs fiatalok gyengeségét, akiknek alkotásai nem jutnak el a szívhez; érett rendezőként, a nagy művészeti hagyományok megőrzőjeként védi a múlt színházába vetett hitét és saját munkásságát. Kihívja Flamandot és Oliviert, hogy hozzanak létre új mesterműveket, amelyek valódi embereket tárnak fel teljes összetettségükben. A grófnőnek sikerül kibékítenie a hármat, békülésre buzdítja őket, rámutatva arra, hogy művészetük mennyire függ egymástól; megbízza a párost, hogy működjenek együtt egy operában. Cselekményt keresnek, és éppen a gróf, aki nővére szerint "nem túl muzikális, inkább a katonai felvonulásokat kedveli", az a merész ötlet, hogy egy opera éppen aznap délutáni eseményeit, szereplőit ábrázolja. hogy valódi emberek legyenek „mint mi”, ahogy La Roche kívánja.
A gróf és Clairon a színházi társulattal Párizsba indul. Miközben a vendégek távozása után kitakarítják a szobát, a szolgák megjegyzik, milyen abszurd lenne szolgákat ábrázolni egy operában. „Hamarosan mindenki színész lesz” – éneklik. Kinevetik a munkaadóikat, amiért a színházban „játszanak”, és megvitatják, kibe lehet szerelmes a grófnő. A Major-Domo felfedezi a súgót, Monsieur Taupe-ot, aki elaludt és lemaradt. Taupe elmondja, hogy valójában ő a legfontosabb ember a színházban, hiszen nélküle nem lenne szórakozás. A Major-Domo türelmesen hallgat, majd gondoskodik az ételről és a hazaszállításról.
Estefelé a grófnő visszatér, miután vacsorához öltözött, és megtudja a Major-Domo-tól, hogy bátyja Párizsba ment Claironnal, és egyedül hagyta vacsorázni. A Major-Domo elmondja neki, hogy Olivier szeretné, ha másnap délelőtt 11-kor biztosítaná neki az opera befejezését a könyvtárban. Egyedül, és még mindig bizonytalan az opera befejezését és a szeretőválasztását illetően, énekli a szavak és a zene elválaszthatatlansága. Hasonló módon azt mondja magának, hogy ha az egyiket választja, akkor megnyeri, de elveszíti a másikat. Megnézi a képét a tükörben, és megkérdezi: "Van olyan befejezés, amely nem triviális?" A Major-Domo bejelenti, hogy "Vacsora felszolgálva" és a grófnő lassan elhagyja a szobát.